# 関喜内
関 喜内（せき きない、宝暦9年6月1日（1759年6月25日） - 天保8年6月23日（1837年7月25日））は江戸時代中期から後期にかけての出羽国久保田藩領雄勝郡川連村の肝煎（村長）で養蚕家。久保田藩絹方御用掛。藩中枢部に対して殖産策を提案した。本姓は大関（おおぜき）。

## 略歴

### 殖産策の上申
宝暦9年（1759年）6月1日、出羽国久保田藩領雄勝郡川連村（現秋田県湯沢市川連町）に生まれる。家は川連村の村役人を務めた。
川連村の肝煎であった関喜内が久保田藩の絹方御用掛に抜擢されたのが文政2年（1819年）のことであった。喜内は翌文政3年（1820年）、養蚕・製糸業の積極的な振興をはかる案を勘定奉行金易右衛門（こん やすえもん）に提案した。従来、久保田藩では良質の蚕種をつくる技術がなかったために陸奥国伊達郡（現福島県伊達郡）から蚕種を移入しており、そのために膨大な蚕種代金が領外に流出し、また、領内で産出した絹糸も、領外商人の力が強く買いたたかれることが多かったので養蚕農家は必ずしもそれによって潤うことが少なかった。そのため、先進技術を導入して領内で上質の蚕種をつくる技術を育成し、絹糸販売の主導権も領内商人が掌握できるような体制を整備すべきであるというのが関の殖産策の内容であった。
この殖産策における桑畑開発の第一候補となったのは河辺郡牛島新田村（現秋田市）、第二候補は同郡藤森村（同）であったが、両村からいったんは拒否されている。これは両村が従来の村の生業を維持・継続したいためであったが、勘定奉行のなかでも関に理解を示す金に対し、金の同僚である介川東馬（すけがわとうま）や瀬谷小太郎（せやこたろう）などは牛島新田村・藤森村の見解に共感を示した。このため藩論はなかなか一致せず、関喜内の策が採用されたのは上申6年後の文政9年（1826年）のことであった。この年、佐竹氏を領主とする久保田藩は領内各地に養蚕座を設け、養蚕・製糸過程の組織化に乗り出し、喜内は養蚕方支配人に登用された。また、これに前後して藩当局は絹織座を設置している。

### 秋田八丈
久保田藩は文化年間（1804年-1818年）、殖産興業のため上野国桐生（現群馬県桐生市）から菱沼甚平を招き、染色と機織の指導にあたらせていた。甚平は染織指導のかたわら、黄八丈にならって八丈格子を製織してこれを「秋田絹」とした。関喜内と金易右衛門は甚平とともに領内をめぐり、日本海沿岸に自生するハマナスの根を染料として独自の鳶色を編み出している。これが「秋田八丈」である。

### 殖産策のゆくえ
蚕種に関する関喜内の策の採用にあたっては、慎重派の消極姿勢にいら立つ関に対し金が蚕種試作を成功させてそれをアピールするよう指示し、それを受けた関が数か月で伊達郡から養蚕技術者をまねいて上等の蚕種をつくったことが功を奏した。介川・瀬谷ら慎重派も同意し、牛島新田村も関案を承諾した。殖産派は開始後わずか5年で3,000石の桑畑をひらいたと豪語し、茶畑や楮畑も桑畑に転換させた地があったといわれる。しかし、久保田町奉行の橋本秀実は関のやり方ではかえって害が大きいと批判し、領民の自発的な殖産意識を引き出すことこそ重要だと指摘した。また、最大の蚕市場である関東地方では販売不振がつづき、そのため蚕種方役所の赤字も6年後には1万両をかかえるに至った。
殖産興業をめぐる藩論対立は再燃した。桑畑取り立ての領内巡見をおこなった久保田藩家老の小瀬又七郎さえもが関の仕法拡大路線に疑念をいだくようになっていた。この対立は結局、養蚕座経営の民営化という妥協案で解決された。領民各位の自発性を重視する穏健な殖産路線というところに落ち着いたわけである。しかし、これは藩内における各地域の明暗を分けることとなった。
関喜内の地元の川連には、山野を切り開いて桑畑にした結果、生糸・真綿の大金が入るようになって百姓たちは喜んでいるという記録があり、かつて年貢を納入することができないほど困窮にあえいだ雄勝郡12か村では年貢不納がなくなり、先祖伝来の田地を守ることができたとして関の功績をたたえている。また、隣接する稲庭村（湯沢市稲庭町）の平右衛門、雄勝郡西馬音内堀廻村（羽後町）の七右衛門、今宿村（横手市雄物川町）の文兵衛らも養蚕に精を出したことで藩家老からの激励を受けた旨の記録がのこっている。さらに、秋田郡横淵村（北秋田市）の常右衛門は、郡奉行の指導を契機に伊達郡や上野国の養蚕師・機師を招聘してその技術によって資産をきずき、周辺の阿仁や比内へも自己資金で蚕種の普及をはかったといわれる。北秋田の地では、年産繭200石、絹織物1,500両分を産出するまでの大産業に育った。
勘定奉行の金易右衛門は、従来ならば米価高になるとすぐに助成願いを出していた村々が、養蚕仕法を開始した現今では簡単に苦しいなどとは言わなくなったと天保2年（1831年）段階で述べている。関喜内の上申した養蚕仕法の開始によって家計に弾力性が生まれ、米価高騰にも耐えられるようになっていたのである。
天保8年（1837年）6月23日に死去した。79歳であった。